# Jamanta

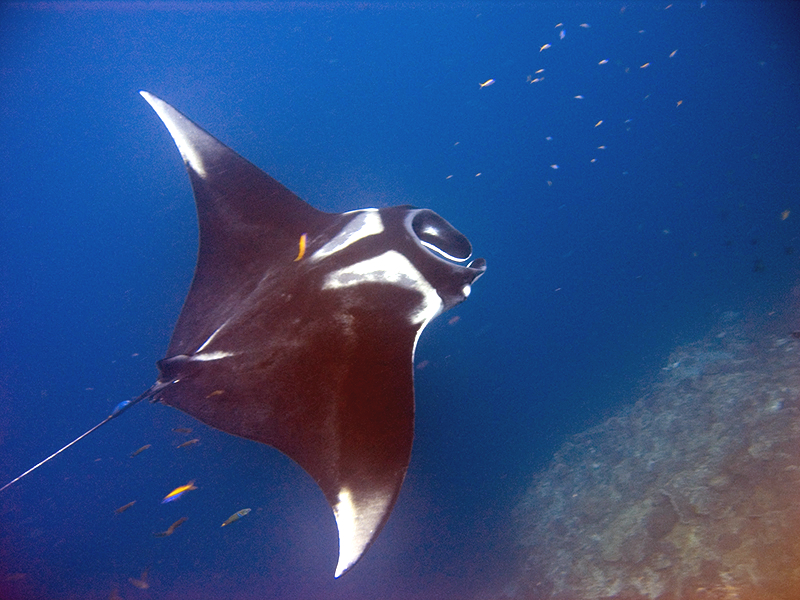
Uma manta birostris tailandesa.

A jamanta ("Mobula birostris", previamente "Manta birostris" antes da reclassificação em 2017), também conhecida como manta, maroma (nos Açores), morcego-do-mar, peixe-diabo, raia-diabo ou juneco, é uma espécie de peixes cartilagíneos (Chondrichthyes) pelágicos, oceânicos da família Myliobathidae e a maior espécie actual de raias. Encontra-se nas regiões tropicais e subtropicais de todos os oceanos, tipicamente perto de recifes de coral.
A jamanta tem o corpo em forma de losango, uma cauda longa sem espinho, pode atingir sete metros de envergadura, podem pesar até 1,350 kg e viver até 20 anos. Estes peixes não têm verdadeiros dentes e alimentam-se de plâncton e pequenos peixes, sendo portanto inofensivos. Ocasionalmente, podem aproximar-se de um barco ou de mergulhadores e podem executar curtos “voos” fora da água. Têm a maior taxa de volume de cérebro em relação ao do corpo de todos os tubarões e raias.
Durante as suas migrações, as jamantas efetuam mergulhos frequentes até profundidades de quase dois quilômetros (entre os maiores medidos para um animal marinho), onde a temperaturas das águas atingem os três graus centígrados.

## Outras espécies
A jamanta era considerada uma única espécie, porém, o gênero foi dividido em duas espécies: a jamanta oceânica e a jamanta de recife, de menor tamanho.

## Descrição
A gigantesca  jamanta pode crescer até 9 metros de comprimento total  e com um tamanho de disco de 7 metros de diâmetro com um peso de cerca de 3 toneladas, sendo  o tamanho médio comumente observado de 4,5 metros . É achatada dorsoventralmente e possui grandes barbatanas peitorais triangulares em ambos os lados do disco.
Na frente, possui um par de nadadeiras cefálicas, prolongamentos anteriores das nadadeiras peitorais . Estes podem ser enrolados em espiral para nadar ou podem ser alargados para canalizar a água para a grande boca retangular voltada para a frente quando o animal está se alimentando. Os dentes estão em uma faixa de 18 fileiras e estão restritos à parte central do maxilar inferior. Os olhos e os espiráculos estão na lateral da cabeça atrás das barbatanas cefálicas, e as fendas branquiais estão na superfície ventral (inferior). Tem uma pequena barbatana dorsal e a cauda é longa e em forma de chicote. A arraia-jamanta não tem uma cauda espinhosa como outras espécies relacionadas, mas tem uma protuberância semelhante a um botão na base de sua cauda.
A pele é lisa com uma dispersão de tubérculos cônicos e em forma de crista. A coloração da superfície dorsal (superior) é preta, marrom escura ou azul aço, às vezes com algumas manchas claras e geralmente com uma borda pálida. A superfície ventral é branca, às vezes com manchas e manchas escuras. As marcações muitas vezes podem ser usadas para reconhecer peixes individuais. Mobula birostris é semelhante em aparência a Mobula alfredi e as duas espécies podem ser confundidas, pois suas distribuições se sobrepõem. No entanto, existem características distintivas.

### Distinções físicas entre a jamanta oceânica e a de recife
A jamanta oceânica é maior que a jamanta de recife, com 4 a 5 metros em média contra 3 a 3,5 metros. No entanto, se os indivíduos observados forem jovens, seu tamanho pode facilmente causar confusão. Apenas o padrão de cores continua sendo uma maneira eficaz de distingui-los. A raia-jamanta dos recifes tem um lado dorsal escuro com geralmente duas áreas mais claras no topo da cabeça, parecendo um gradiente matizado de sua coloração escura dominante no dorso e esbranquiçada a acinzentada, a separação longitudinal entre essas duas áreas mais claras forma uma espécie de "Y ". Na jamanta oceânica, a superfície dorsal é escura e as duas áreas brancas são bem marcadas sem efeito de gradiente. A linha de separação entre estas duas áreas brancas forma entretanto um "T".
A diferença também pode ser feita por sua coloração ventral, a raia de recife tem uma barriga branca com muitas vezes manchas entre as fendas branquiais branquiais e outras manchas espalhadas pela borda posterior das nadadeiras peitorais e região abdominal. A jamanta oceânica também tem uma coloração ventral branca com manchas agrupadas em torno da região inferior de seu abdômen. Suas barbatanas cefálicas, dentro de sua boca e suas fendas branquiais são geralmente pretas.

## Distribuição
A jamanta oceânica tem uma ampla distribuição em águas tropicais e temperadas em todo o mundo. No Hemisfério Norte, foi registrado tão ao norte quanto o sul da Califórnia e Nova Jersey nos Estados Unidos, a Prefeitura de Aomori no Japão, a Península do Sinai no Egito e os Açores no norte do Atlântico. No Hemisfério Sul, ocorre até o sul do Peru, Uruguai, África do Sul e Nova Zelândia.
É uma espécie oceânica e passa a maior parte de sua vida longe da terra, viajando com as correntes e migrando para áreas onde ressurgências de água rica em nutrientes aumentam a disponibilidade de zooplâncton. A jamanta oceânica é frequentemente encontrada em ilhas oceânicas .

## Biologia

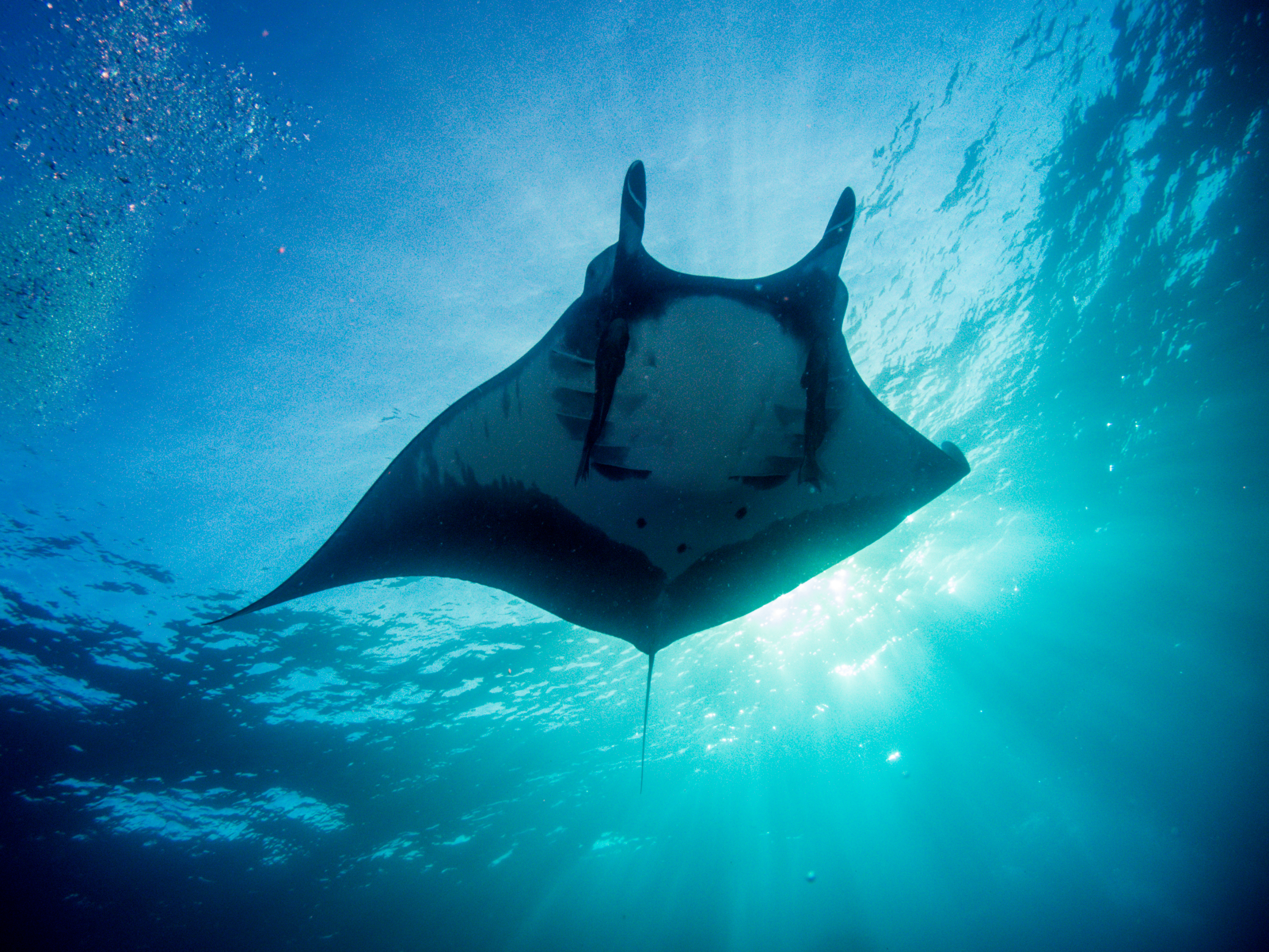
Uma M. birostris na Ilha Socorro, perto da costa oeste do México.

Ao viajar em águas profundas, a jamanta oceânica nada continuamente em linha reta, enquanto mais para a costa ela geralmente se aquece ou nada à toa. As jamantas podem viajar sozinhas ou em grupos de até 50 indivíduos e, às vezes, se associar a outras espécies de peixes, além de aves marinhas e mamíferos marinhos. Cerca de 27% de sua dieta é baseada na alimentação por filtração, e eles migram para o litoral para caçar vários tipos de zooplâncton, como copépodes, misídeos, camarões, eufausídeos, larvas de decápodes e, ocasionalmente, tamanhos variados de peixes. Ao forragear, geralmente nada lentamente em torno de sua presa, reunindo as criaturas planctônicas em um grupo compacto antes de acelerar através dos organismos agrupados com a boca bem aberta. Durante a alimentação, as barbatanas cefálicas são abertas para canalizar a presa para a boca e as pequenas partículas são peneiradas da água pelo tecido entre os arcos branquiais. Até 50 peixes individuais podem se reunir em um único local de alimentação rico em plâncton. Uma pesquisa publicada em 2016 provou que cerca de 73% de sua dieta é de fontes mesopelágicas (águas profundas), incluindo peixes. Suposições anteriores sobre alimentação exclusivamente filtrada foram baseadas em observações de superfície.

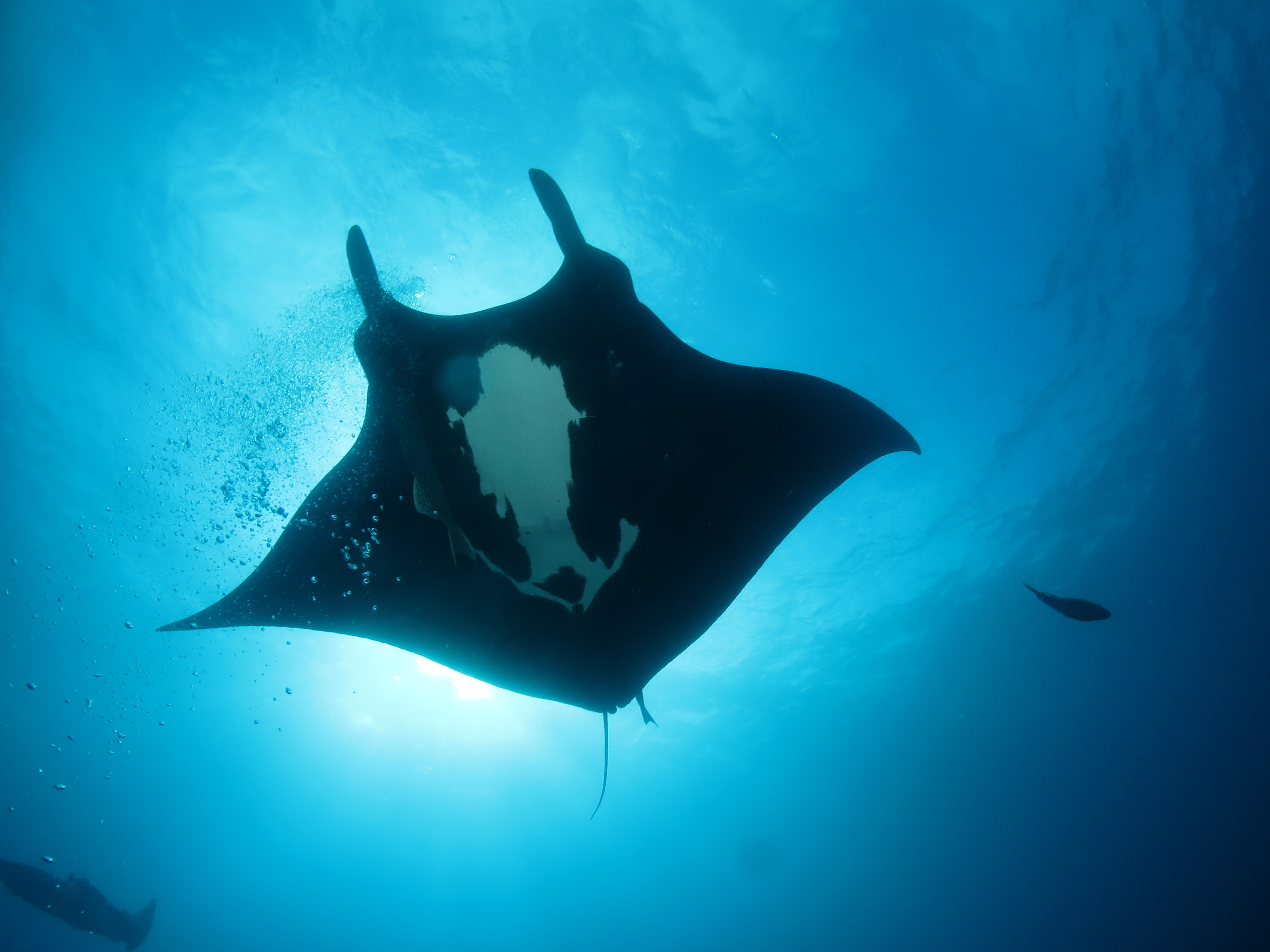
Uma jamanta.

A jamanta oceânica por vezes visita estações de limpeza em  recifes de coral, onde adota uma posição quase estacionária por vários minutos, enquanto peixes limpadores consomem pedaços de pele solta e parasitas externos. Essas visitas ocorrem com mais frequência na maré alta. Ele não descansa no fundo do mar como muitos peixes chatos, pois precisa nadar continuamente para canalizar a água pelas guelras para respirar.
Os machos tornam-se sexualmente maduros quando a largura do disco é de cerca de 4 metros, enquanto as fêmeas precisam ter cerca de 5 metros de largura para se reproduzir. Quando uma fêmea está se tornando receptiva, um ou vários machos podem nadar atrás dela em um "trem". Durante a cópula, um dos machos agarra a nadadeira peitoral da fêmea com os dentes e eles continuam a nadar com as superfícies ventrais em contato. Ele insere seus clásperes em sua cloaca e estes formam um tubo através do qual o esperma é bombeado. O par permanece acoplado por vários minutos antes de seguir seu próprio caminho.
Os ovos fertilizados se desenvolvem dentro do oviduto da fêmea. A princípio, eles são colocados em uma caixa de ovo e os embriões em desenvolvimento se alimentam da gema . Após a eclosão do ovo, o filhote permanece no oviduto e recebe nutrição de uma secreção láctea. Como não tem ligação placentária com a mãe, o filhote depende do bombeamento bucal para obter oxigênio. O tamanho da ninhada é geralmente de apenas um indivíduo, mas ocasionalmente dois embriões se desenvolvem simultaneamente. Acredita-se que o período de gestação seja de 12 a 13 meses. Quando totalmente desenvolvido, o filhote tem 1,4 metro na largura do disco, pesa 9 quilos e se assemelha a um adulto. É expelido do oviduto, geralmente próximo à costa, e permanece em ambiente de águas rasas por alguns anos enquanto cresce.

## Cultura popular
Os antigos moche do Peru adoravam o mar e seus animais e foram encontradas várias pinturas de jamantas nos seus artefactos.
Modernamente, a jamanta continua ser fonte de inspiração. Por exemplo, é utilizada como símbolo dos Tampa Bay Rays, um time da Major League Baseball de St. Petersburg, na Flórida, cujo nome original era os “Devil Rays” (raias-diabos). Em 2009, o SeaWorld Orlando lançará a "Manta", uma montanha-russa onde os passageiros vão num carro em forma de jamanta.
Dois filmes da década de 1930 usaram a aparência terrífica da jamanta: The Sea Bat “O Morcego do Mar”, com Boris Karloff, e o filme de 1936  “The Sea Fiend” (“O Perigo do Mar”), refeito em 1946 como “Devil Monster” (O Monstro Diabólico).

## Interação com o homem
São animais que geralmente não temem o ser humano, inclusive em determinados locais como a ilha de Big Island no Havaí, elas tem um encontro diário com dezenas de mergulhadores em um mergulho noturno, onde esse animais são atraídos pelo plâncton que as luzes dos mergulhadores atraem.
Em um arquipélago como o de Revillagigedo no México, esses animais são uma grande atração para os mergulhadores que buscam encontros com grandes animais.
As jamantas são totalmente inofensivas ao ser humano, ao se sentir ameaçada, ela nada a uma velocidade de até 24km/h.

## Tamanho do cérebro e autoconsciência
De acordo com os estudos da Universidade do Sul da Flórida, conduzidos por Csilla Ari, as jamantas foram o primeiro animal fora da família dos primatas a se reconhecer de frente a um espelho.
O estudo consistiu em analisar o comportamento das jamantas de frente a um espelho, onde elas começaram a apresentar comportamentos incomuns os quais nunca foram vistos serem feitos com outros membros da espécie, como abanar as barbatanas e soltar bolhas pelas guelras.
Os resultados do estudo foi chocante, já que nenhum peixe ou outro animal se não primatas passaram no teste, a jamanta foi o animal que levou os especialistas a expandir o raio de pesquisa.
A jamanta oceânica tem um dos maiores cérebros entre os peixes, pesando até 200 g (cinco a dez vezes maior que o cérebro de um tubarão-baleia) e a maior relação cérebro-massa de qualquer peixe. Ele aquece o sangue que vai para o cérebro e é um dos poucos animais (terra ou mar) que pode passar no teste do espelho, aparentemente exibindo autoconsciência.

## Em cativeiro
É difícil manter jamantas em cativeiro, principalmente devido ao seu tamanho. Porém, o Oceanário de Lisboa possuía uma até há bem pouco tempo, que foi posteriormente reintroduzida no seu habitat natural, o Georgia Aquarium possui três.

## Status e ameaças

### Predação
Devido ao seu grande tamanho e velocidade em caso de perigo (24 km/h), a raia manta oceânica tem muito poucos predadores naturais que podem ser fatais para ela. Apenas os grandes tubarões e golfinhos, como o tubarão-tigre (Galeocerdo cuvier), o grande tubarão-martelo (Sphyrna mokarran), o tubarão-touro (Carcharhinus leucas), a falsa orca (Pseudorca crassidens) e a orca (Orcinus orca), são capazes de predar a arraia. Mordidas de tubarão não letais são ocorrências muito comuns, com a grande maioria dos indivíduos adultos com cicatrizes de pelo menos um ataque.

### Pesca
A jamanta oceânica é considerada ameaçada de extinção pela Lista Vermelha de Espécies Ameaçadas da IUCN porque sua população diminuiu drasticamente nos últimos vinte anos devido à pesca predatória. Como M. birostris se alimenta em águas rasas, há um risco maior de serem capturados em equipamentos de pesca, especialmente em redes de emalhe e redes de fundo. Seja qual for o tipo de pesca (artesanal, direcionada ou incidental), o impacto em uma população com baixa taxa de fecundidade, longo período de gestação com apenas um filhote por vez e maturidade sexual tardia só pode ser seriamente prejudicial para um espécies que não podem compensar as perdas ao longo de várias décadas.
Desde a década de 1970, a pesca de jamantas foi significativamente impulsionada pelo preço de suas brânquias no mercado da medicina tradicional chinesa. Na cultura chinesa, eles são o principal ingrediente de um tônico comercializado para aumentar a função do sistema imunológico e a circulação sanguínea, embora não haja fortes evidências de que o tônico seja realmente benéfico para a saúde. Por esse e outros motivos, as brânquias são vendidos a preços relativamente altos – até US$ 400 o quilo – e são vendidos sob o nome comercial de pengyusai . Em junho de 2018, o Departamento de Conservação da Nova Zelândia classificou a arraia manta oceânica gigante como "Deficiente de Dados" com o qualificador "Ameaçado no Exterior" sob o Sistema de Classificação de Ameaças da Nova Zelândia .

### Poluição
Há também a ameaça de microplásticos nas dietas das arraias oceânicas. Um estudo de 2019 no Triângulo de Coral da Indonésia foi realizado para determinar se a megafauna filtradora da área estava ingerindo acidentalmente microplásticos, que podem ser consumidos por filtradores diretamente (ingerindo camadas de polímeros plásticos que flutuam na superfície da água em áreas de alimentação) ou indiretamente (comendo plâncton que anteriormente comiam microplásticos). Os resultados do estudo forneceram ampla evidência de que os filtradores, como as jamanta oceânicas, que viviam na área, consumiam microplásticos regularmente. Embora também tenha sido comprovado por meio de amostras de fezes que parte do plástico simplesmente passou pelo sistema digestivo das arraias manta, a descoberta é uma preocupação porque os microplásticos criam sumidouros para poluentes orgânicos persistentes, como dicloro-difenil-tricloroetanos (DDTs) e hidrocarbonetos aromáticos policíclicos (HAPs). As arraias jamanta que consomem microplásticos que abrigam esses poluentes podem sofrer uma variedade de efeitos à saúde que variam de efeitos negativos de curto prazo, como a redução de bactérias em seus intestinos, ou efeitos de longo prazo, incluindo o enfraquecimento induzido por poluentes da aptidão reprodutiva da população ao longo do tempo, o que poderia afetar negativamente os níveis populacionais das raias no futuro.
M. birostris também são vítimas de bioacumulação em certas regiões. Houve pelo menos um estudo que mostrou como metais pesados, como arsênico, cádmio e mercúrio, podem ser introduzidos no ambiente marinho por meio da poluição e podem subir na cadeia trófica. Por exemplo, houve um estudo em Gana que envolveu o teste de amostras de tecido de seis carcaças de M. birostris ; todos eles mostraram evidências de altas concentrações de arsênico e mercúrio (cerca de 0,155–2,321 μg/ge 0,001–0,006 μg/g, respectivamente). Embora o tamanho da amostra não tenha sido o ideal, é um primeiro passo para entender melhor a verdadeira quantidade de bioacumulação que M. birostris sofre devido à poluição humana. Esses altos níveis de metais podem causar danos às pessoas que consomem M. birostris e também podem causar problemas de saúde para a própria espécie de M. birostris . Mais estudos precisam ser feitos para confirmar os efeitos negativos da bioacumulação em M. birostris para a saúde.

Prevê-se que as mudanças climáticas combinadas com o aumento das temperaturas causem uma redução de 10% na população global de fitoplâncton, com uma redução potencial de 50% nas áreas tropicais. Com essas reduções pode ocorrer uma diminuição nas populações de M. birostris .